# Himyar

Südarabien um 100 v. Chr. Himjar ist violett eingefärbt.

Himyar (altsüdarabisch Ḥmyr, arabisch حمير, DMG Ḥimyar; auch Himjar) war ein altsüdarabisches Königreich im heutigen Jemen, das etwa vom 1. Jahrhundert v. Chr. bis 570 n. Chr. bestand. Das Zentrum befand sich in der im jemenitischen Hochland gelegenen Stadt Zafar mit der Königsburg Raydan in 2800 Metern Höhe etwa 14 Kilometer südöstlich der heutigen Provinzstadt Yarīm. Als letzter vorislamischer Staat im Jemen wurde der Name „Himyar“ bis ins 19. Jahrhundert allgemein für das vorislamische Südarabien gebraucht.

## Geschichte

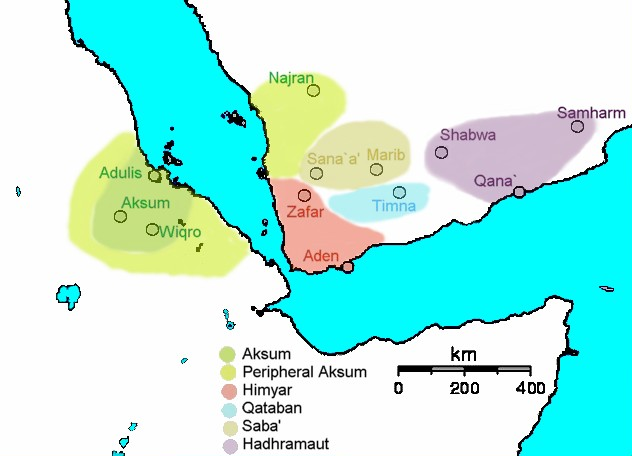
Südarabien um 230. Königreich Himyar ist rot eingefärbt.

### Der Aufstieg Himyars
Bereits im 5. Jahrhundert v. Chr. siedelten Himyaren im Grenzgebiet zwischen Qataban und Hadramaut. Wohl im 1. Jahrhundert v. Chr. gewann der Stammesverband Himyar im jemenitischen Bergland die Unabhängigkeit von Qataban. Die himyarische Ära, nach der die Inschriften des sabäo-himyarischen Reiches datiert waren, begann um 110 v. Chr. Hauptstadt wurde Zafar. Da sich das neue Reich abseits der Weihrauchstraße befand, expandierte es zur Küste, um den Seehandel am Ausgang des Roten Meeres kontrollieren zu können. Nach Kenneth A. Kitchen wurden im frühen 1. Jahrhundert n. Chr. Saba und Himyar auf friedliche Art geeinigt. Diese Union zerbrach Kitchen zufolge um 140 n. Chr. In den nächsten Jahrzehnten standen sich Saba und Himyar zumeist feindlich gegenüber, noch in der Schlacht von Hurmatum 248/49 konnte offenbar keine Partei einen eindeutigen Sieg erringen. Um 260/70 schließlich ging Himyar aus dem Machtkampf mit Saba als Sieger hervor. Zwar sah sich das nun entstandene sabäo-himyarische Reich als Nachfolger Sabas, doch wurde es vom himyarischen Zafar aus regiert. Bereits 175 fiel das qatabanische Territorium vollständig an Himyar. Mit der Unterwerfung von Hadramaut (um 300 n. Chr.) durch Schammar Yuhar'isch war letztlich der gesamte Jemen unter himyarischer Herrschaft vereinigt. So trugen die Herrscher nun den Titel „Könige von Saba, Dhu-Raydan, Hadramaut und Yamanat“. Die Zusatzbezeichnung Dhu-Raydan verweist auf den Herrschaftssitz in Zafar.
Außerhalb der angestammten Gebiete der altsüdarabischen Königreiche stellten parallel zu den Ereignissen die aufstrebenden Sassaniden hegemoniale Ansprüche im Nahen Osten, nachdem sie sich der Kontrolle der Parther im Jahr 224 n. Chr. entledigt hatten. Diese sollten später auch die Macht in Himyar übernehmen. Zu Beginn seiner Amtszeit im Jahr 275 vertrieb König Yasir Yuhan'im I. die Aksumiten, die sich in der Tihama für Jahrhunderte breit gemacht hatten.

### Übergang zum Monotheismus
In der ersten Hälfte des 4. Jahrhunderts taucht in den himyarischen Inschriften zum ersten Mal Ilān, der Herr des Himmels (ʾln bʿl s1myn) auf. Damit kündigt sich in Himyar der Übergang zum Monotheismus an, der sich Ende des 4. Jahrhunderts auch auf staatlicher Ebene vollzog und während der Regierungszeit von Malikkarib Yuhaʾmin und seinen Söhnen ʾAbkarib ʾAsʿad und Ḏaraʾʾamar ʾAyman abgeschlossen wurde. In einer Inschrift von Ḏaraʾʾamar Ayman wird der Herr von Leben und Tod, der Herr von Himmel und Erde, der alles erschaffen hat angerufen.
In der neueren Forschung wird nicht bezweifelt, dass sich die himyarische Oberschicht seit dem späten 4. Jahrhundert zum Judentum bekannte und diesen Glauben auch förderte. Dabei kann von einem Zusammenwirken von außen- und innenpolitischen Faktoren als Ursache ausgegangen werden.
Unter Abukarib Asad erreichte das Reich Anfang des 5. Jahrhunderts seinen Höhepunkt. Durch Feldzüge bis nach Yathrib/Medina wurde der Einfluss der Himyaren über Südarabien hinaus auch auf große Teile des westlichen Arabiens ausgedehnt. In der Folgezeit kam es zu Aufständen durch Beduinen. Der Niedergang der alten Handelszentren an der Weihrauchstraße konnte ebenfalls nicht gestoppt werden. Zunehmend gewann das jemenitische Hochland mit seinen umfangreichen Niederschlägen und der entwickelten Landwirtschaft an Bedeutung für die Wirtschaft des Reiches.

### Zwischen Äthiopien und Persien
Anfang des 6. Jahrhunderts kam es bei den Himyaren zu einem Konflikt zwischen solchen Parteien, die mit dem Christentum sympathisierten und mit dem aksumitischen Reich verbündet waren, und anderen, die auf Autonomie setzten. Mit der Herrschaft von Maʿdīkarib Yaʿfur setzte sich zunächst die christliche pro-äthiopische Partei durch.
Yusuf Asʾar Yathʾar, der sich um 522 an die Macht putschte und ein Vertreter der autonomistischen Partei war, unterstrich seine unabhängige Machtposition durch die Betonung seines jüdischen Glaubens, wobei er hart gegen Christen in Himyar vorging. Kurz nach Erringung der Herrschaft kam es zu einem Krieg gegen das christliche aksumitische Reich, in dessen Verlauf Yūsuf die in seinem Land lebenden Äthiopier und Christen verfolgen ließ.
Um 525 organisierte der äthiopische Negus Ella Asbeha eine militärische Expedition nach Himyar, beseitigte Yusuf Asʾar Yathʾar, und setzte mit Sumyafa ʿAshwaʿ einen eigenen himyarischen Vasallen ein, da es für die Aksumiten einfacher war, Himyar mittels eines lokalen Königs zu regieren statt in Eigenregie. Dieser wurde in den 530er Jahren durch Abraha, einen äthiopischen General im Rahmen eines Aufstandes verdrängt. Abraha machte sich 535 vom aksumitischen Reich unabhängig und Sanaa zu seiner Hauptstadt. So entging er der politisch-geographisch isolierten Lage Zafars, brach klar mit der himyarischen Tradition und profitierte vom wirtschaftlichen Zuwachs Sanaas als Pilgerzentrum.
Um 570 wandten sich Nachkommen der himyarischen Elite an die persischen Sassaniden und baten sie um Unterstützung bei der Vertreibung der Äthiopier. In den Jahren 575–576 kam es daraufhin zu einer persischen Intervention, die Himyar zu einem persischen Protektorat machte. Nachdem 597 mit Saif ibn Dhi Yazan der letzte himyarische Vasall der Sassaniden gestorben war, übernahmen diese die direkte Herrschaft in Himyar und machten es zu einer persischen Provinz. In dieser Zeit der Wirren wurde Ma'rib, nach dem letzten Bruch am Staudamm von Ma'rib (572), endgültig aufgegeben (siehe hierzu den Artikelabschnitt: Architekturgeschichte Südarabien).

## Liste der Könige von Himyar
Die folgende Tabelle gibt die Könige Himyars nach der Rekonstruktion von Kitchen 1994 an:
| Name                              | Ungefähre Regierungszeit | Anmerkungen                                                 |
| --------------------------------- | ------------------------ | ----------------------------------------------------------- |
| Mabhad                            | 115–100 v. Chr.          | Sohn des Abhad, nur als Eponym der Himjarischen Ära bekannt |
| Sumhu'ali Dharih III.             | 20–5 v. Chr.             | nur als Vater seines Nachfolgers bekannt                    |
| Dhamar'ali Watar Yuhan'im         | 5 v. Chr.–20 n. Chr.     |                                                             |
| Yada'il Watar II.                 | 20–25 n. Chr.            |                                                             |
| Dhamar'ali Bayyin II.             | 25–45 n. Chr.            |                                                             |
| Karib'il Watar Yuhan'im I.        | 45–60 n. Chr.            |                                                             |
| Dhamar'ali Dharih                 | 70–80 n. Chr.            |                                                             |
| Yuhaqam                           | 80–85 n. Chr.            |                                                             |
| Karib'il Bayyin III.              | 85–90 n. Chr.            |                                                             |
| Nascha'karib Yuha'min I.          | 90–100 n. Chr.           |                                                             |
| Rabbschams Nimran                 | 100–110 n. Chr.          |                                                             |
| Ilscharah Yahdab I.               | 110–125 n. Chr.          |                                                             |
| Watar Yuha'min                    | 125–135 n. Chr.          |                                                             |
| Sa'dschams 'Asra                  | 135–145 n. Chr.          |                                                             |
| Yasir Yuhasdiq                    | 140–145 n. Chr.          |                                                             |
| Dhama'ali Yuhabirr I.             | 145–160 n. Chr.          |                                                             |
| Tha'ran I.                        | 160–170 n. Chr.          |                                                             |
| ?                                 |                          |                                                             |
| Tha'ran II. Ya'ub Yuhan'im        | 220–225 n. Chr.          |                                                             |
| Li'azz Yuhanuf Yuhasdiq           | 225–230 n. Chr.          |                                                             |
| Schammar Yuhahmid                 | 230–245 n. Chr.          |                                                             |
| Karib'il Ayfa                     | 245–265 n. Chr.          |                                                             |
| Yasir Yuhan'im I.                 | 275–285 n. Chr.          |                                                             |
| Schammar Yuhar'isch               | 238–300 n. Chr.          | besiegte den Hadramaut endgültig                            |
| Yasir Yuhan'im II.                | 300–310 n. Chr.          |                                                             |
| Dhamar'ali Yuhabirr II.           | 310–315 n. Chr.          |                                                             |
| Tha'ran Yuhan'im                  | 315–340 n. Chr.          |                                                             |
| Malkikarib Yuha'min I.            | 340–345 n. Chr.          |                                                             |
| Karib'il Watar Yuhan'im III.      | 345–360 n. Chr.          |                                                             |
| (Hasan) Malkikarib Yu(ha)'min II. | 375–410 n. Chr.          |                                                             |
| Dharaʾʾamar Ayman                 | 375–410 n. Chr.          | Mitregent                                                   |
| Abukarib As'ad                    | 410–435 n. Chr.          |                                                             |
| Hasan Yuha'min                    | 436–440 n. Chr.          |                                                             |
| Sharahbil Ya'fur                  | 440–458 n. Chr.          |                                                             |
| Sharahbil Yakuf                   | 458–485 n. Chr.          |                                                             |
| Ma'adikarib I. Yan'um             | 485–490 n. Chr.          |                                                             |
| Abd-kulalum                       | 490–495 n. Chr.          |                                                             |
| Marthad'ilum Yanuf                | 495–505 n. Chr.          |                                                             |
| Ma'adikarib II. Ya'fur            | 505–517 n. Chr.          |                                                             |
| Yusuf Asʾar Yathʾar (Dhu Nuwas)   | 517–525 n. Chr.          | wurde von Aksum besiegt                                     |
| Simyafa Aschwa                    | 525–536 n. Chr.          | aksumitischer Marionettenkönig                              |
| Abraha                            | 536–570 n. Chr.          |                                                             |

## Sprache
Hauptartikel: Himyarische Sprache
Die bekannten Inschriften aus dem himyarischen Reich sind in einer Variante des Sabäischen, einer altsüdarabischen Sprache, geschrieben. Die gesprochene Sprache der Himjaren, das Himyarische, ist dagegen nur durch spätere Aussagen arabischer Autoren aus der Zeit nach der Islamisierung bekannt und unterschied sich sowohl vom Arabischen als auch vom Altsüdarabischen.